# Limanul Siutghiol
Limanul Siutghiol („Ghiolul Mare” în folclorul local, sau „lacul Mamaia” în limbaj turistic), este un liman aflat în județul Constanța. Are o lungime de 7,5 km și o lățime de 2,5 km. Pe cele 1.900 hectare ale sale se practică sporturi de apă precum schi nautic sau yachting. Limanul Siutghiol are o insulă calcaroasă, Ovidiu, cu o suprafață de 2 ha, pe care este amplasat un restaurant. Numele „Sütgöl” este de origine turcă, însemnând „lacul lăptos/de lapte” ; mai avea și numele de origine greacă de „Canara”.

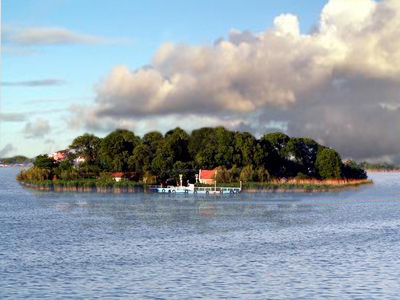
Insula Ovidiu.

Ca toate limanurile, și acesta este separat de mare printr-un cordon litoral, care a separat golful antic de larg și care constituie plaja Mamaia. În zona țărmului Mării Negre fundul este alcătuit numai din nisipuri de plajă, care au grosimi ce variază între trei și patru metri. Nisipurile repauzează peste depozitele argiloase care, în general, se extind pe restul fundului lacului.
Fostul țărm al mării, acum al limanului, este constituit din depozite de vârstă jurasică, cretacică și sarmațiană, reprezentate mai ales prin calcare.
În partea de vest a limanului, în dreptul localității Ovidiu, se află mica insulă Ovidiu, formată din depozite de vârstă cretacică.
În partea de sud a Siutghiolului se află lacul Tăbăcăria. Ambele întinderi de apă conțin apă dulce, care deversează în mare în vecinătatea institutului de cercetări oceanografice, nivelul piezometric fiind cu 2.50 m deasupra celui al Mării Negre.
Atât pe marginea vestică, precum și pe fundul limanului, este cunoscută prezența a numeroase izvoare de apă dulce care alimentează lacul.